# Tony Scotto
«Tony» Scotto (n. 5 de agosto de 1967 en Buenos Aires) es un baterista argentino de heavy metal y uno de los bateristas más carismáticos de Hermética desde 1988 hasta 1991. Participó en los discos Intérpretes y Hermética. Y en la banda Motor V. Actualmente tiene su propia banda, Scottus.           

## Biografía
Tony Scotto fue convocado por Ricardo Iorio exbajista de V8, quien estaba formando una nueva banda, Hermética. El primer baterista, Fabián Spataro actuó solo un par de presentaciones y se había alejado por motivos personales, por lo que Scotto tomó su lugar. Con esta banda logró grabar en 1989 Hermética. En 1990 empiezan a trabajar en el álbum Intérpretes con covers de Manal, V8, Patricio Rey y sus Redonditos de Ricota y Motörhead, esta última sugerida por el propio Scotto con el tema «No Class». Este fue su último disco con Hermética. En su lugar, fue contratado Claudio Strunz. Tuvo su propia banda, Scottus, con la que grabó "Demasiado Metal para una sola Mano" donde canta y toca su instrumento. 
En 2022 fue a vivir a Chubut a la localidad de Epuyén a la casa de su pareja, donde actuó una vez en el bar que ella tenía. Actualmente se encuentra preso por violación agravada por ser su víctima una niña con discapacidad mental, hija de su pareja de ese entonces.

## Discografía

### Con Hermética
- Hermética (1989).
- Intérpretes (1990).

### con V8
- Homenaje a V8

### con Motor V
- Sin Ley (2002).

### con Almafuerte
- Homenaje a Hermética (2002).

### con Tributo a Judas Priest
- Tributo a Judas Priest (2005).

### con Scottus
- Demasiado Metal para una sola Mano (2019).

## Filmografía
- La Hache (2011) — documental de Hermética realizado por Boikot Films.[5][6]